# Helsingborg

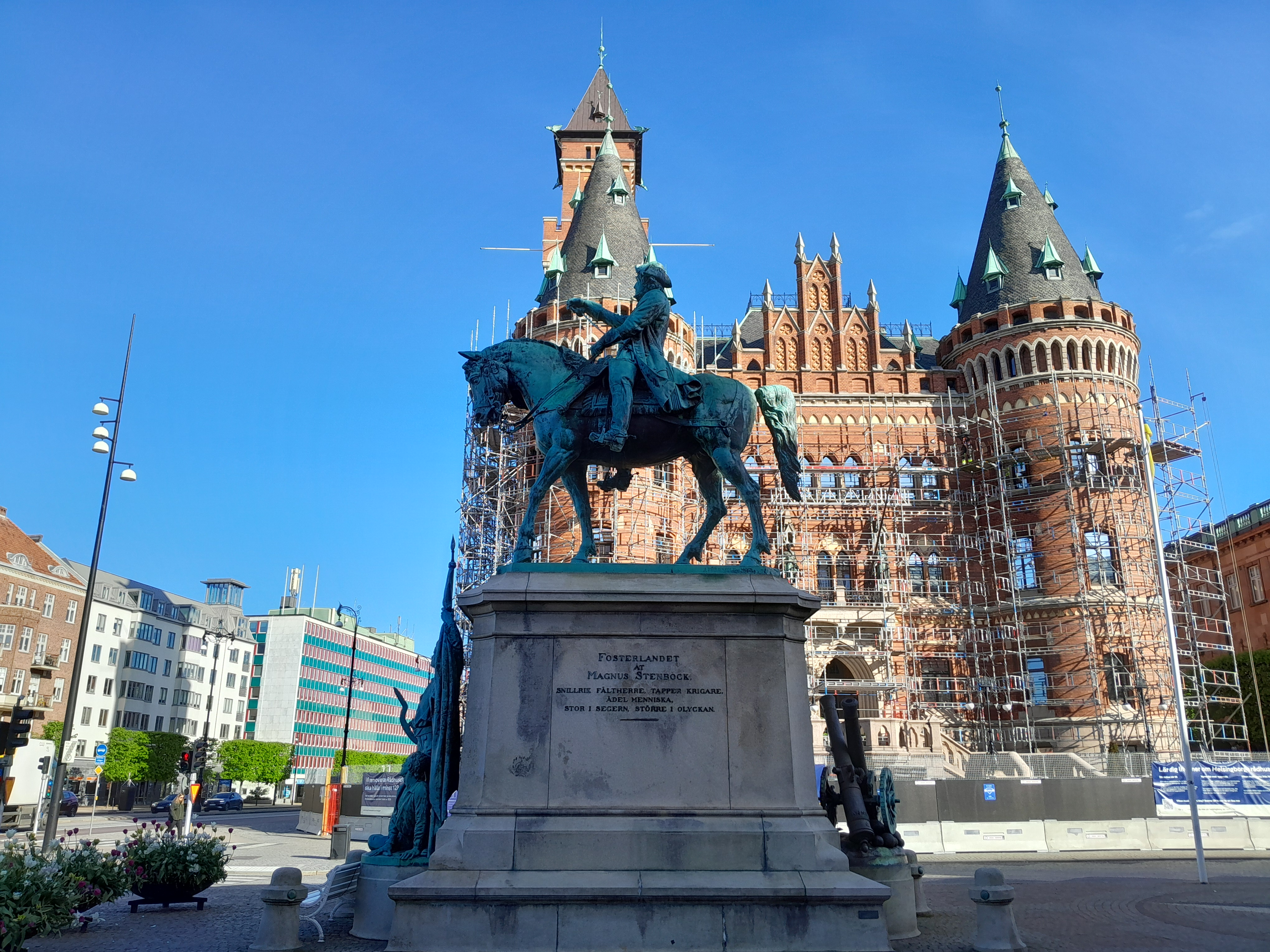
Pomnik Magnusa Stenbocka, w tle ratusz

Helsingborg (wym. /hɛlsiŋˈbɔrj/; dawniej także Hälsingborg) – miasto portowe w Szwecji, w regionie Skania. Jest siedzibą Gminy Helsingborg. Miasto zamieszkiwane jest przez 151,404  mieszkańców (2024) i jest 9. pod względem wielkości w Szwecji. Helsingborg znajduje się około 65 km od Malmö.
Miasto leży nad cieśniną Sund (szw. Öresund), w odległości około 4 km od duńskiego miasta Helsingør, leżącego po jej drugiej stronie. Historycznie twierdze w Helsingborgu i Helsingør odgrywały kluczową rolę w kontroli handlu na Bałtyku.

## Historia
Oficjalnie ustanowiony 21 maja 1085 roku (ówcześnie na terytorium Danii), Helsingborg jest jednym z najstarszych miast w Szwecji. Lokalizacja przy najwęższym miejscu Sundu przyczyniła się do szybkiego wzrostu jego znaczenia. Najprawdopodobniej w XII wieku została wybudowana twierdza, po której do dziś pozostała jedynie wieża, zwana Kärnan. Od 1429 roku Dania pobierała cła od wszystkich jednostek przepływających pomiędzy Helsingborgiem i Helsingør, co było jednym z głównych wpływów do skarbca korony duńskiej.
Po wojnie duńsko-szwedzkiej w latach 1657–1658 w rezultacie postanowień traktatu z Roskilde, południowa część Półwyspu Skandynawskiego, wraz z Helsingborgiem, przeszła pod panowanie szwedzkie.
28 lutego 1710 w bitwie pod Helsingborgiem licząca 14 tys. żołnierzy armia duńska, próbująca odzyskać kontrolę nad Sundem, została pokonana przez równie liczną armię szwedzką. Miasto zostało jednak poważnie uszkodzone.
Od połowy XIX wieku nastąpił szybki wzrost, związany z industrializacją. W 1850 roku miasto liczyło około 4000 mieszkańców, podczas gdy w 1890 już około 20 tys., a w 1930 56 tys. Od 1892 roku prom kolejowy kursował pomiędzy portem w Helsingborgu a Helsingør. W 1903 otwarto sieć tramwajową, która jednak została zamknięta w 1967.

## Sport
- Helsingborgs IF – klub piłkarski
  - Olympia – stadion klubu
- Högaborgs BK – klub piłkarski
- W mieście urodził się wybitny szwedzki piłkarz Henrik Larsson. Występował w obu ww. klubach.

## Miasta partnerskie
- Helsingør, Dania
- Parnawa, Estonia
- Dubrownik, Chorwacja
- Alexandria, Stany Zjednoczone